# Steg
Steg foi uma comuna da Suíça, no Cantão Valais, com cerca de 1.404 habitantes. Estendia-se por uma área de 7,15 km², de densidade populacional de 196 hab/km². Confinava com as seguintes comunas: Ferden, Gampel, Hohtenn, Niedergesteln, Turtmann. 
A língua oficial nesta comuna era o Alemão.

## História
Em 1 de janeiro de 2009, passou a formar parte da comuna de Steg-Hohtenn.